# 2025年波士頓馬拉松
2025年波士頓馬拉松（英語：2025 Boston Marathon）為第129屆波士顿马拉松，於2025年4月21日舉辦，世界田径联合会路跑賽事白金標籤（Platinum Label）認證暨2025年世界馬拉松大滿貫的第二場單站賽事。

## 關於賽事

### 參賽資格
2024年9月24日，波士頓田徑協會宣布，本屆賽事的最低錄取時間（Cut-off Time）為6分51秒，意即參賽者的成績必須比Boston Qualify再快6分51秒，這是自2019冠狀病毒病疫情以來最嚴格的門檻。今年共有來自118個國家的3萬6393名跑者提交報名申請，創下波馬歷屆新高，最終有2萬4069名跑者獲得參賽資格。